# Grodzick-Ołdaki
Grodzick-Ołdaki – wieś w Polsce położona w województwie mazowieckim, w powiecie ostrowskim, w gminie Andrzejewo.
Wieś Grodzick-Ołdaki wchodzi w skład sołectwa Ołdaki-Polonia.
W latach 1975–1998 miejscowość administracyjnie należała do województwa łomżyńskiego.
Wierni Kościoła rzymskokatolickiego należą do parafii Wniebowzięcia Najświętszej Maryi Panny w Andrzejewie.